# Expedition Everest
Expedition Everest - Legend of the Forbidden Mountain is een stalen achtbaan in het Amerikaanse attractiepark Disney's Animal Kingdom. De achtbaan werd aangekondigd in 2003 en opende 7 april 2006 in het themagebied Asia. De attractie staat in het teken van de legende van de Yeti.

## Achtergrond
Expedition Everest is een van de vele attracties in de Disneyparken met een berg. Vooral de gelijkenis met de Matterhorn Bobsleds in Disneyland Anaheim uit 1959 is qua opzet vrij groot: beide attracties spelen zich af in en rond een besneeuwde berg en hebben een confrontatie met een "verschrikkelijke sneeuwman". Volgens de ontwerpafdeling van Disney, is het de achttiende Disney-attractie die gedecoreerd is rondom een berg. Andere voorbeelden van zulke attracties zijn Big Thunder Mountain Railroad en Splash Mountain. De berg van Expedition Everest is op zijn hoogste punt 98 meter hoog.

## Technisch
De achtbaan heeft een lengte van 1348 meter en behaalt een hoogteverschil van 34,1 meter. Tijdens de 2:50 minuten durende rit wordt een topsnelheid van 80,5 km/u behaald. De volledige attractie beslaat een oppervlakte van 25.000 m². De baan is afkomstig van de Nederlandse attractiefabrikant Vekoma. Omdat de rit zowel voor- als achterwaarts afgelegd worden zijn er diverse wissels in het traject aangelegd.
De baan is uitgebreid gethematiseerd en was tot de bouw van de achtbaan Hagrid's Magical Creatures Motorbike Adventure 's werelds duurste achtbaan.

## Afbeeldingen

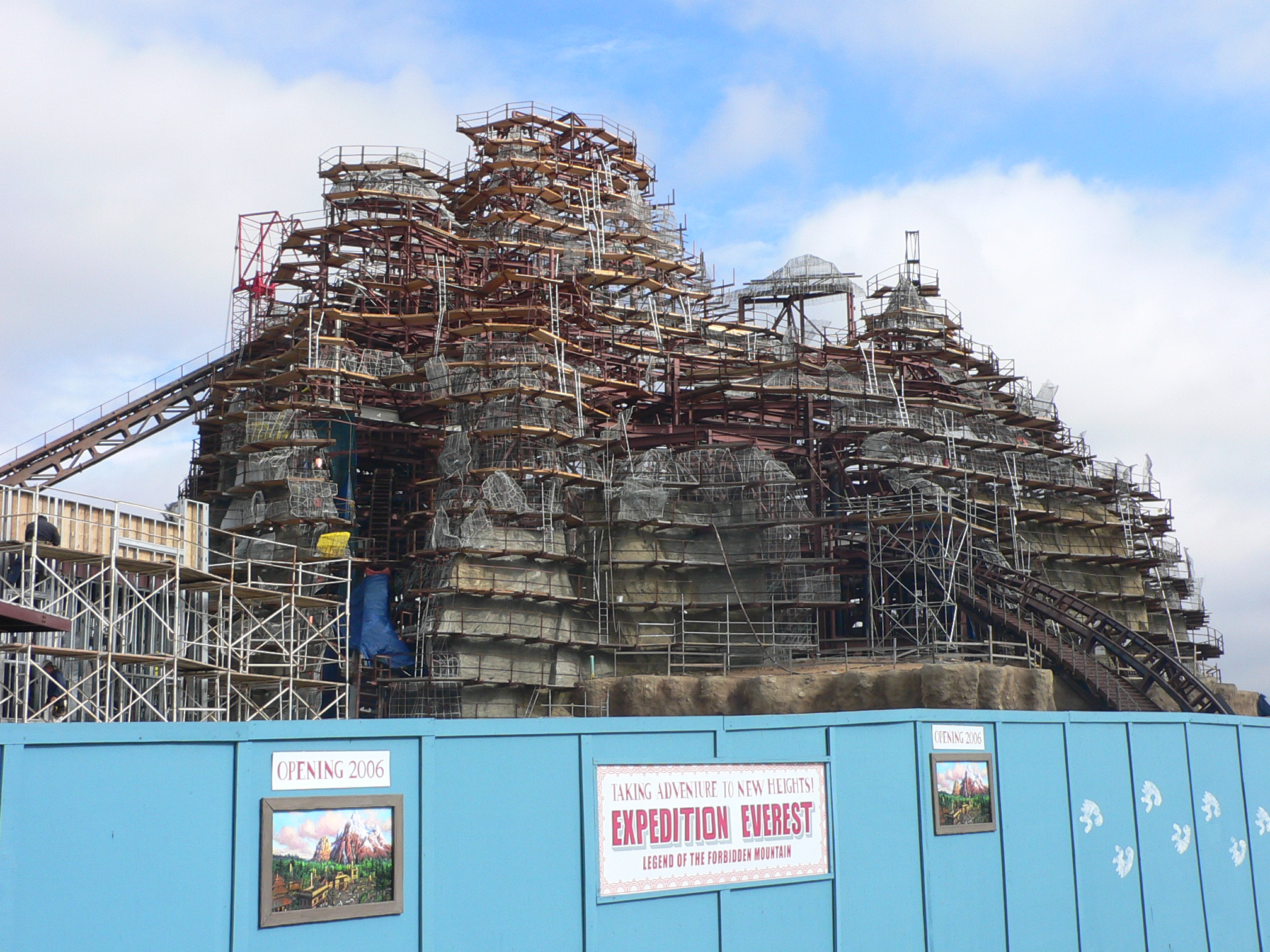
Bouwfoto; 2005
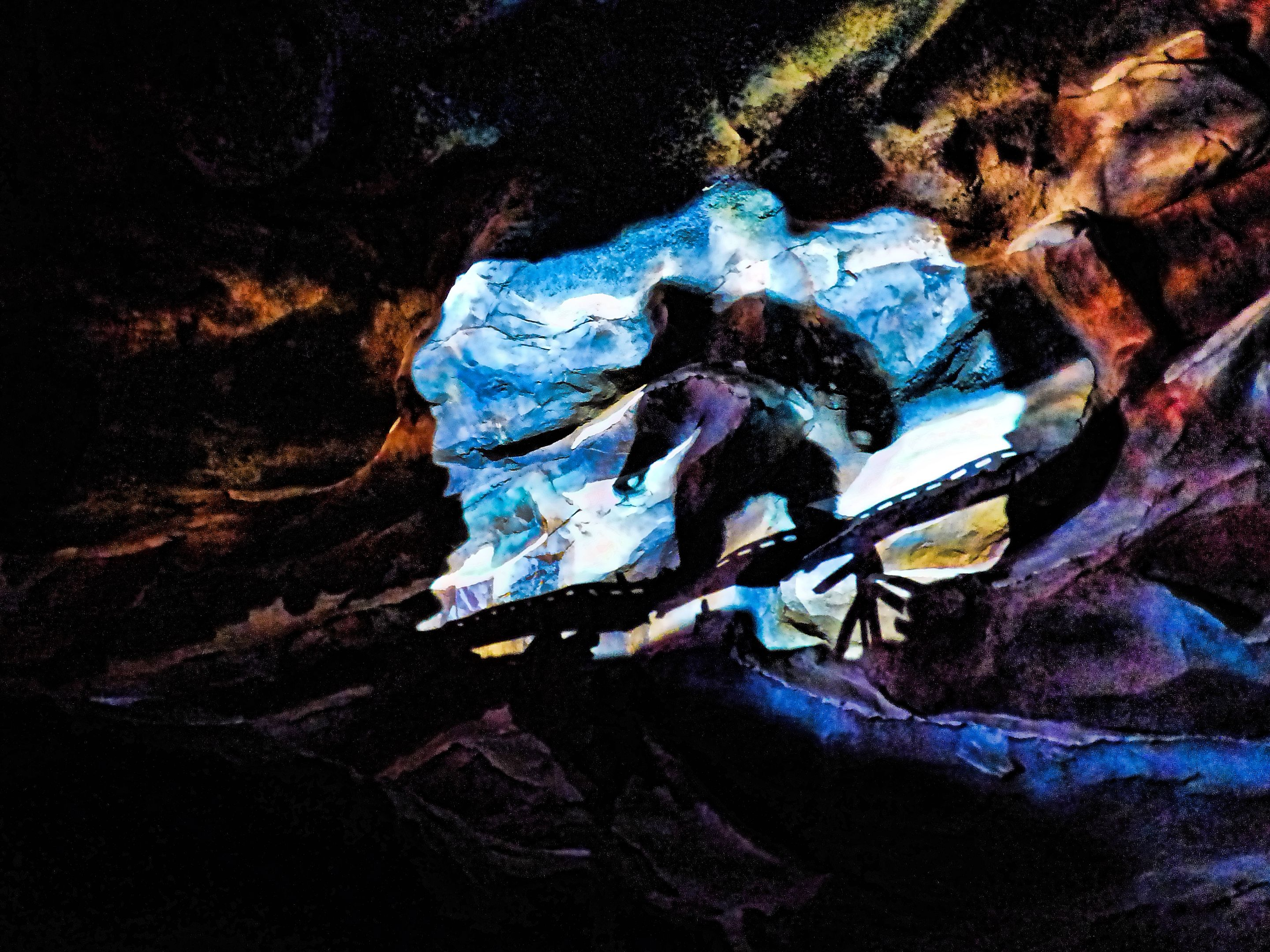
Verschijning van de Verschrikkelijke sneeuwman.
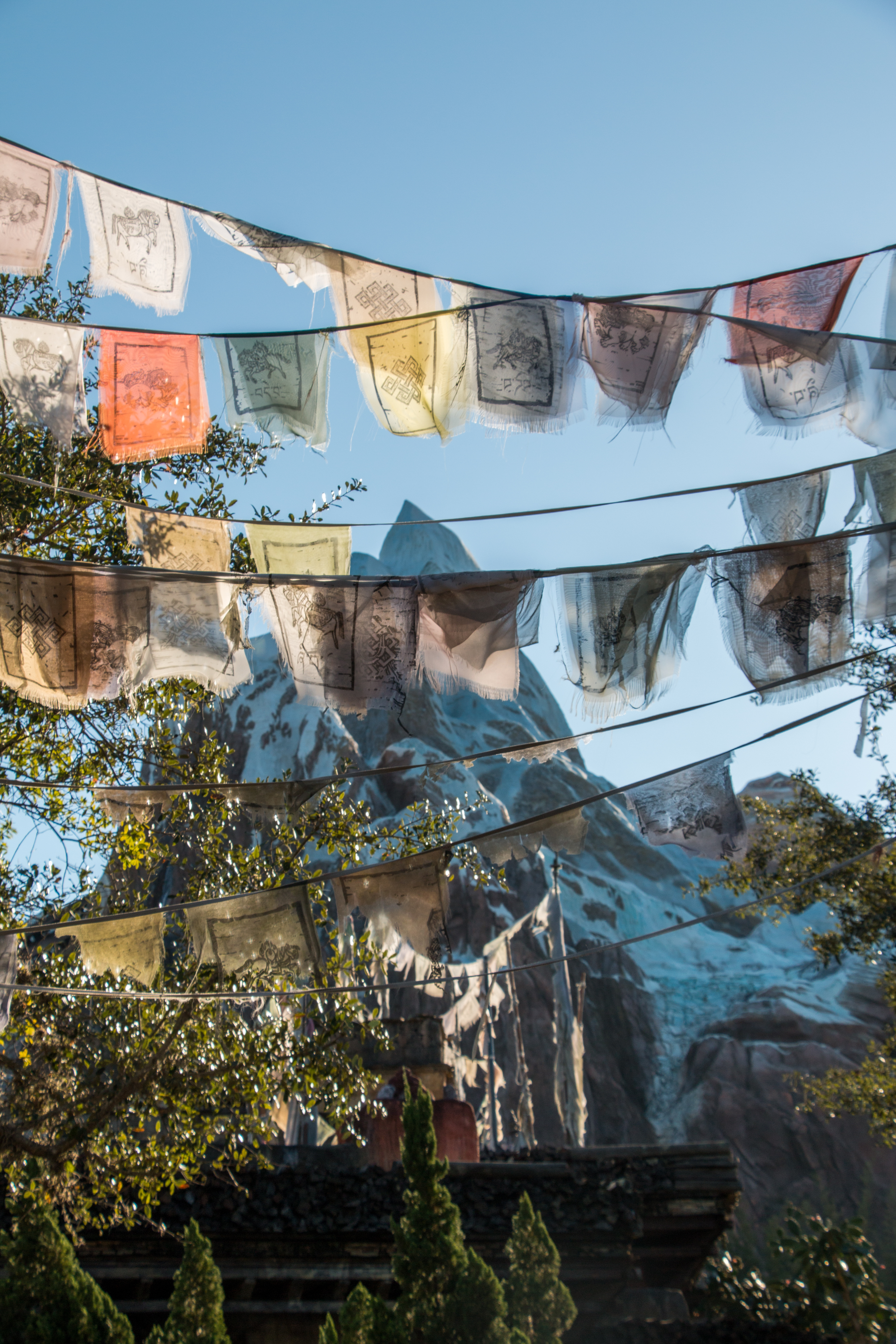
Omgeving van de attractie.
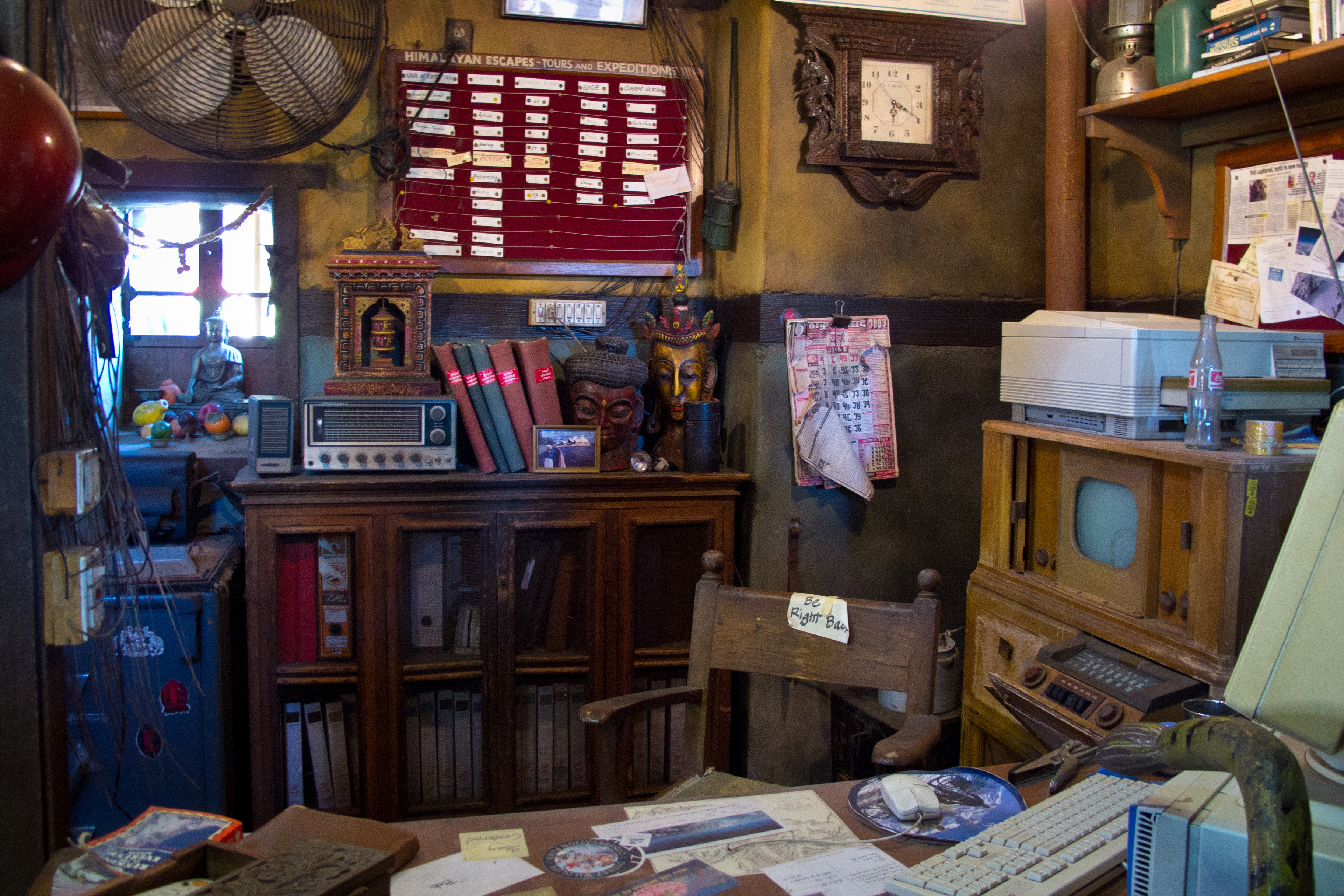
Een van de scènes in de wachtrij.
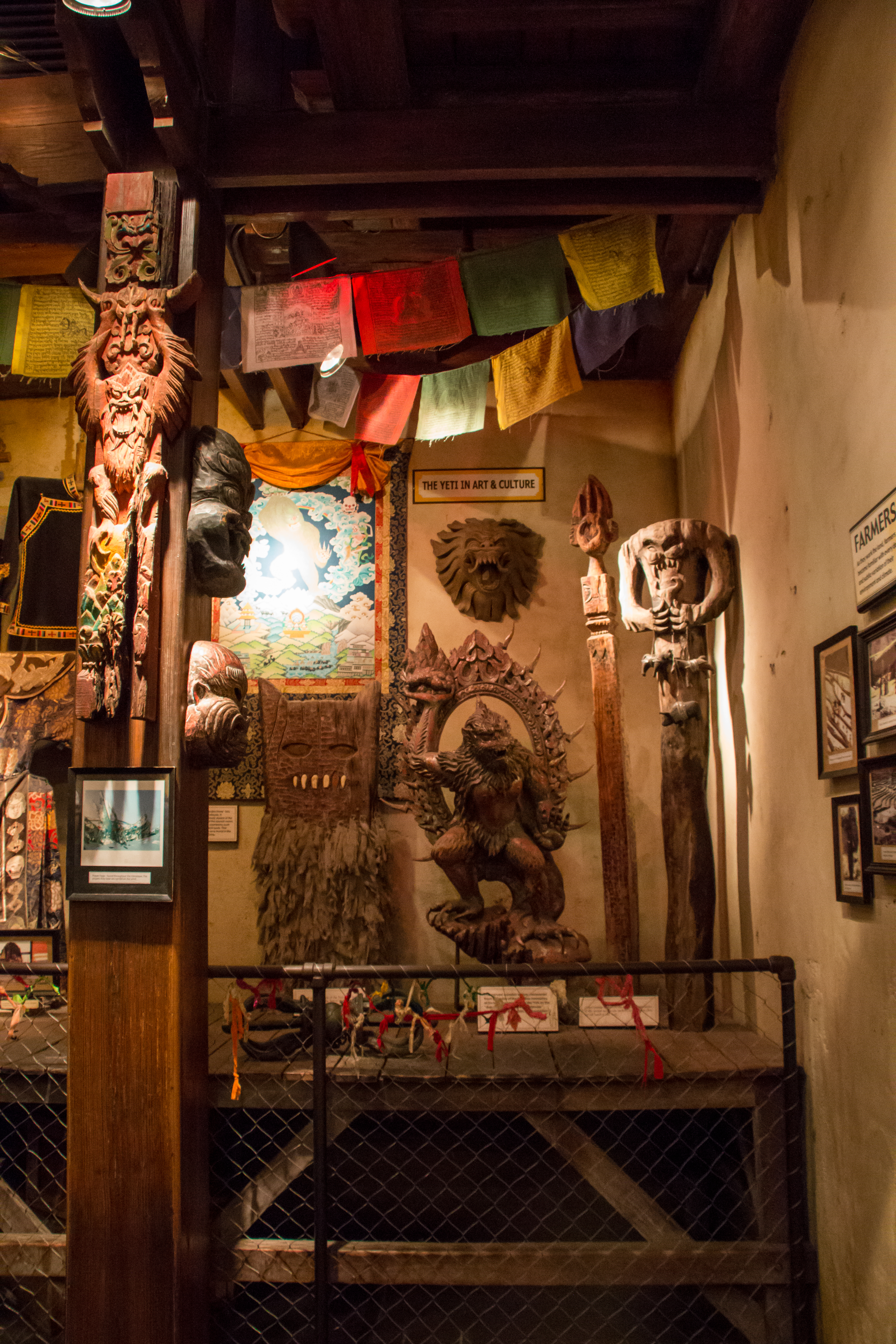
Een van de scènes in de wachtrij.
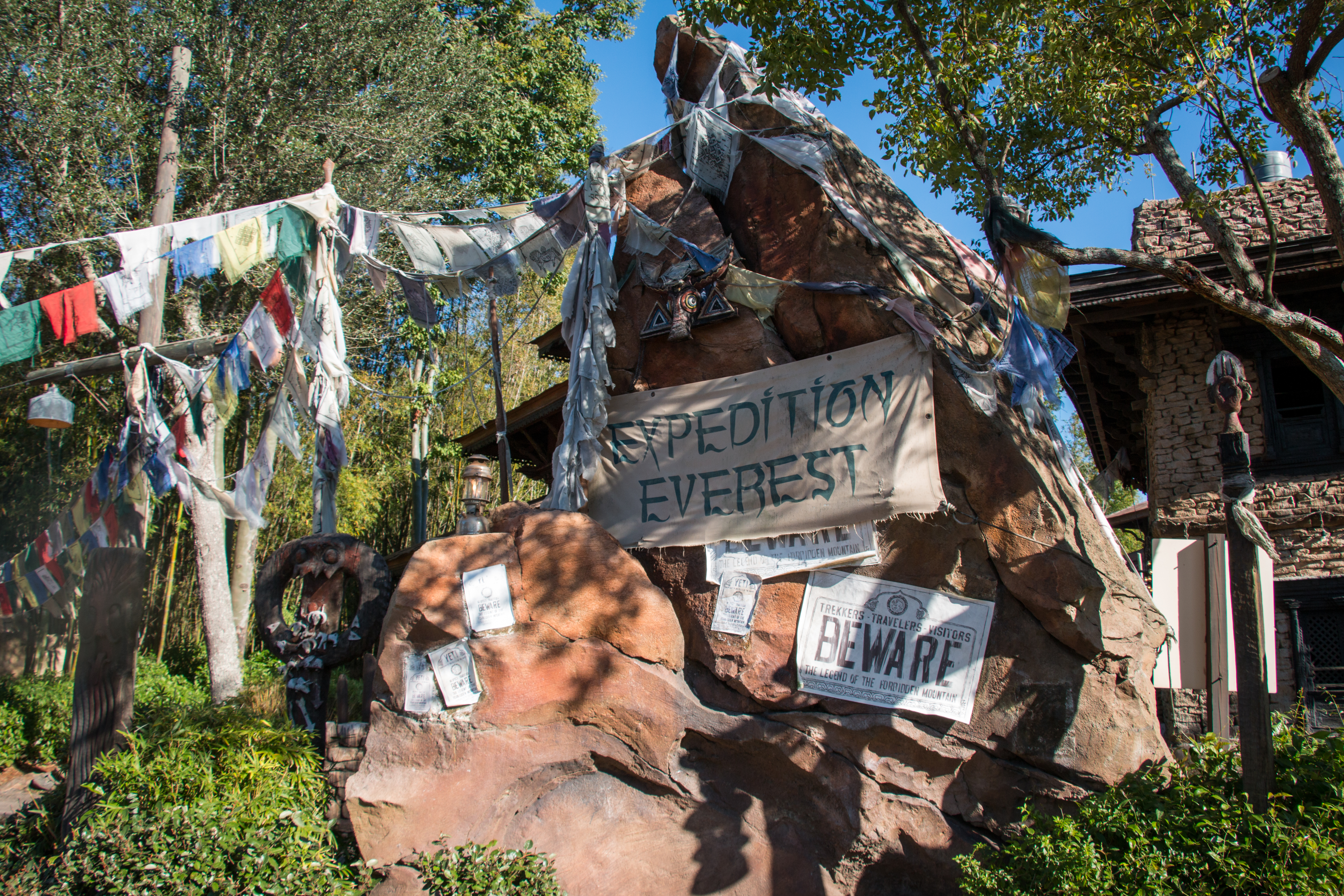
Entree
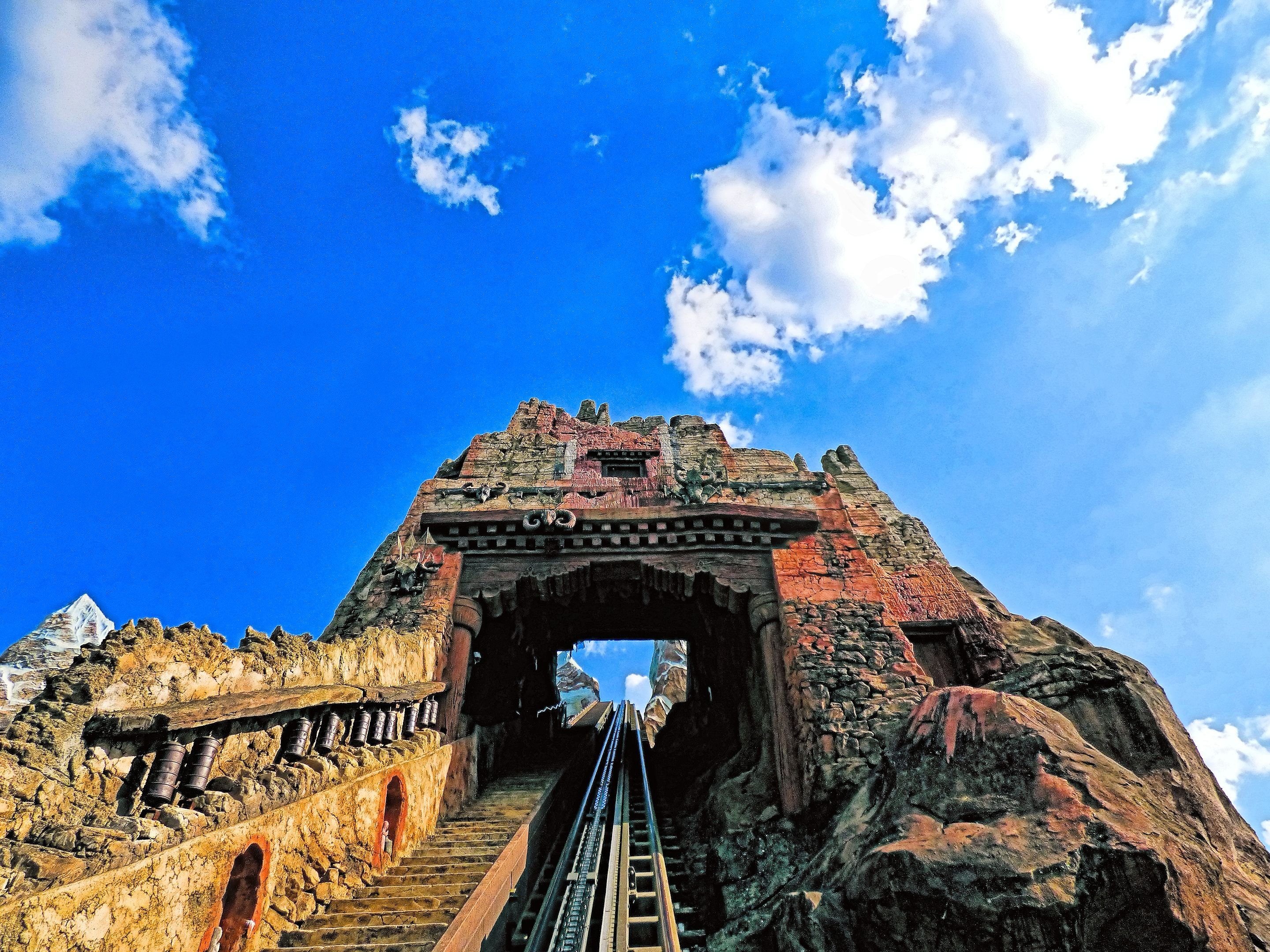
Optakeling

## Trivia
- Het boek Walt Disney Imagineering: A Behind the Dreams Look at Making the Magic Real ligt in het decor van de wachtrij verstopt.[4]